# 糸巻きゴマ

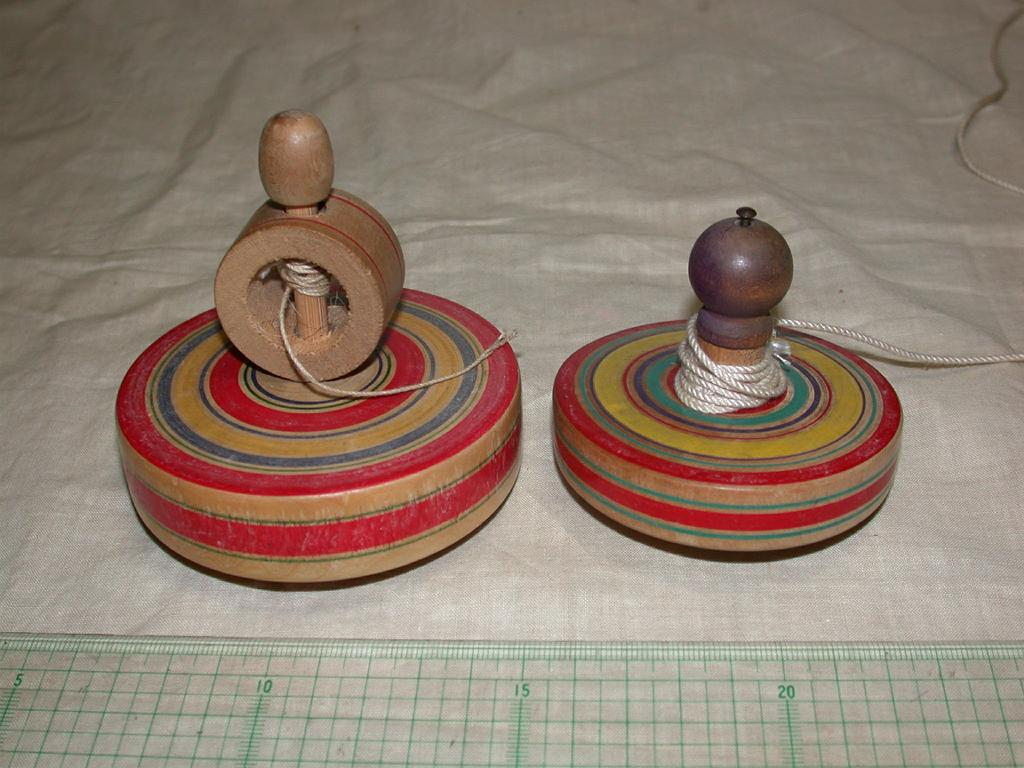
糸巻きゴマ
持ち手がリング型とキャップ型のもの

糸巻きゴマ（いとまきゴマ）は、独楽を回し方で分けた場合の類型のひとつで、軸に紐を巻き付けて、これをほどく事で独楽を回すものである。

## 概説
糸巻きゴマは、時に紐巻ゴマとも言うが、そうすると投げゴマを紐巻ゴマという場合もあるのでややこしくなる。この型の独楽は、独楽の胴体ではなく軸に紐を巻いて回す。この点で、胴に巻く投げゴマとは大いに異なる。軸に紐を巻けば、胴に巻く場合より、より多く巻くことができる。他方、細い軸に力をかけるので、最初から回転を速くするのは難しい。そのため、独楽本体をある程度支える必要がある。多くの場合、そのために独楽の軸に独楽本体の回転からは自由な支持装置が設けられている。
軸に紐を巻き付けて、これを引っ張って回転させる独楽は、種類が非常に多い。この理由としては、投げゴマ等に比べて回すのが技術的に簡単なこと、その割に速い回転を与えられること、独楽の形態にあまり関わらないことなどが挙げられる。
紐を巻くために上側に長い軸が出ているものもあり、その場合には手よりゴマに似た姿のものがある。そのようなものには、手よりでも回せるものがある。逆に、手よりゴマを糸巻きゴマとして回すことも可能である。ただし、糸巻き独楽には縦長な胴を持つものもあるし、軸が長くないものも多々ある。

## 回すための機構
糸巻きゴマの形には実にさまざまなものがあるが、回す部分の仕組みにはある程度の共通点が見られる。
軸に紐を巻き付けるのであるが、使われる紐は投げゴマなどに比べ、はるかに細いものである。巻き付ける部分の軸に穴が開いているものも多い。ここに紐の先端を通し、それを起点にして紐を巻き付ける訳である。穴が空いていない場合、指で抑えて一回り巻いて、紐の先を巻いた紐の下に押さえてから巻き付けて行く。
紐を巻いて、これを引っ張ると当然独楽もついてくる。投げても倒れる。したがって、独楽を押さえなければならないが、押さえると回らない。そこで、独楽の軸に回転する支持部が設けられる。
この支持部にはいくつかの型があり、軸の先端にキャップのようにかぶさっているもの、軸に刺さった筒のようなもの、リング型でそれに軸の通る穴が2つ開いているものなどがある。最後のものは、オニオンリングに串を通したようなもので、往々にしてこの輪の内側の領域の軸に紐を巻くようになっている。このような支持部を持ち、紐を引き切れば独楽は回るから、それから支持部を離して回るのを鑑賞する段取りになる。回転させる時だけ取り付け、回すとそこから外れるようになっているものもある。
なお、時に紐が軸に固定されているものがある。その場合、紐を引き切って手を放すと、独楽が紐を振り回して大変なので、引き切った後にもう少し支持部を持っておくと、独楽が自分で紐を巻き取るので、それから手を離す。
ちなみに、独楽を回した後に回転を追加することなどは不可能で、基本的には回してしまえば見守るだけである。
裏技として、紐を巻き込まずに回す方法がある。地球ゴマなど枠の大きいもので使える方法であるが、まず軸の回りに紐をひと巻きして端を持つ。残りの紐は反対側の枠で軽く押さえ、その残りは外に垂らす。そうして置いて、最初の紐の端を引っ張るのである。
その他に、いくつか特殊な回し方をする独楽がある。

### 特殊な回し方
鹿児島の音の鳴る独楽は、独特の回し方が伝えられている。この独楽は、胴の上側に長く突き出した軸が特徴的で、手よりゴマ的であるが、これを紐で回す。まず紐を2つ折りにし、折った部分を胴に巻き付け、そこから2本束の紐をからまないように巻き付けて行く。最後に残った2つの端を両手で1つずつ持ち、一気に両手を広げるようにして回すものである。
また、球形の胴の先端につまみのような小さい軸が突き出している形の独楽がある。これは、2つ折りにした紐をつまみに引っ掻け、ぶら下げた状態で独楽を回転させ、紐にねじれを作る。その後に紐の両端を左右に広げるようにして捩れを戻し、完全に紐が伸び切ると独楽が紐から外れて回る。この型の独楽は釣りゴマとも言う。

## さまざまな種類
糸巻きゴマにはさまざまな種類がある。特に、単なる独楽ではないものが多く見られる。
単なる独楽であるものも数多く存在するが、そうでないものも民芸品等ではいろいろな形、意匠のものが見られる。分厚い胴を持つものから平らなものまでさまざまなものがある。ただし、ただ回るだけで、目新しい動きを持つものは少ない。その中でも、やや目立つのは茄子ゴマである。ナスビの形の独楽で、非常に立ち上がりがよく、ほとんど味噌擦り運動をしないことで知られる。なお、この独楽には手よりゴマとなっているものもある。
単なる独楽ではないものとしては、以下のようなものがある。

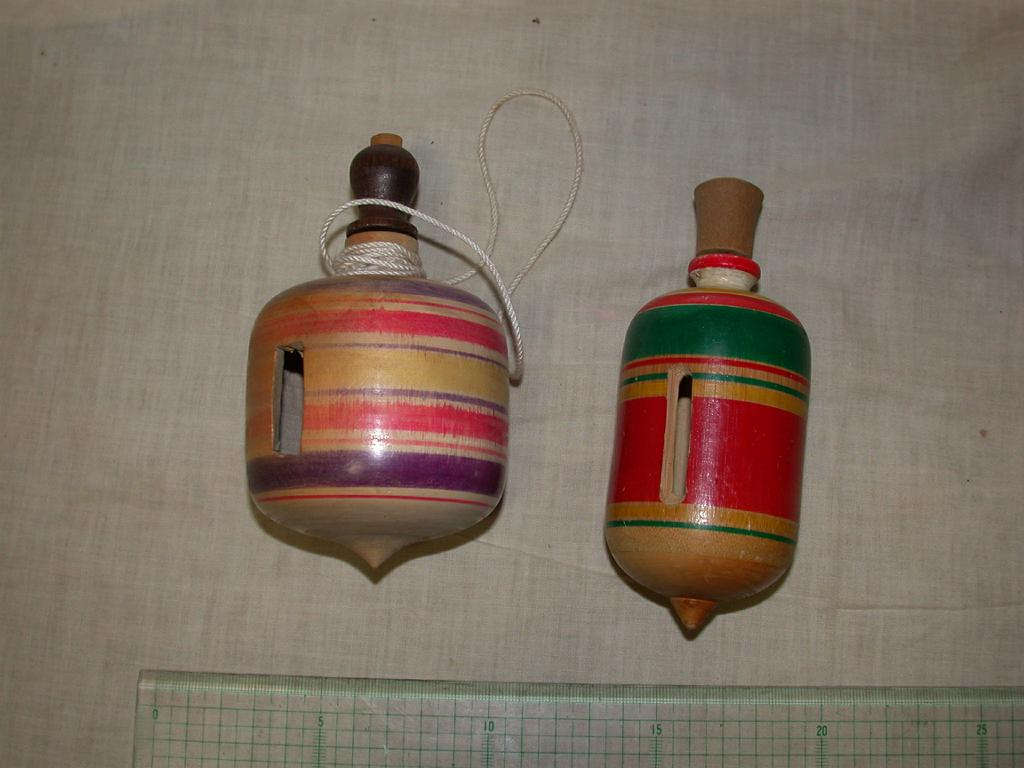
鳴りゴマ
音のなる独楽のことで、胴の内部に空洞があり、胴の側面に穴を空け、回転すると音が鳴るようになっているもの。このような構造の独楽には、空中ゴマや投げゴマであるものもあるが、大部分が糸巻きゴマである。
逆立ちゴマ
回すと逆さまになって回る。たいていはひねりゴマであるが、やや大柄の逆立ちゴマには、糸巻きになっているものがある。
地球ゴマ
回し方から見れば糸巻きゴマである。
仕掛けゴマ類
独楽を回すと、なんらかの仕掛けが発動するようになっているもの（親子ゴマ、追っかけゴマなど）。そのための独楽には糸巻きゴマが多い。